# Poilly-sur-Tholon
Poilly-sur-Tholon is een gemeente in het Franse departement Yonne (regio Bourgogne-Franche-Comté) en telt 594 inwoners (1999). De plaats maakt deel uit van het arrondissement Auxerre.

## Geografie
De oppervlakte van Poilly-sur-Tholon bedraagt 19,4 km², de bevolkingsdichtheid is 30,6 inwoners per km².
De onderstaande kaart toont de ligging van Poilly-sur-Tholon met de belangrijkste infrastructuur en aangrenzende gemeenten.

## Demografie
Onderstaande figuur toont het verloop van het inwonertal (bron: INSEE-tellingen).